# ХК Илвес
ХК Илвес Тампере (фин. Tampereen Ilves) професионални је фински клуб хокеја на леду из града Тампереа. Тренутно се такмичи у елитној хокејашкој лиги Финске .
Своје домаће утакмице игра у Леденој дворани капацитета 7.600 места за хокејашке утакмице.

## Историјат
Клуб је основан у пролеће 1931. године, а са такмичарским утакмицама започео је већ током зиме исте године. Крајем 1930-их клуб је освојио три титуле националног првака и био је један од успешнијих хокејашких клубова у земљи у то време.  
Једини пут када се клуб такмичио у нижем рангу такмичења био је у сезони 1953/54, али је већ наредне сезоне успео да се врати у елитну дивизију. 
У пролеће 1980. клуб је потписао уговор о сарадњи са трећим хокејашким клубом из Тампереа, екипом Коо-Вее. Прву и једину титулу од увођења плеј-офа и оснивања професионалне СМ-лиге Илвес је освојио у сезони 1984/85. (била је то њихова укупно 16 титула).
Након освајања бронзане медаље у сезони 2000/01. клуб углавном остварује доста скромније резултате и сезоне завршава углавном у доњем делу табеле. 

## Успеси
- Национални првак: 16 пута (1935/36, 1936/37, 1937/38, 1944/45, 1945/46, 1946/47, 1949/50, 1950/51, 1951/52, 1956/57, 1957/58, 1959/60, 1961/62, 1965/66, 1971/72, 1984/85)
- Финалиста плеј-офа: 2 пута (1989/90, 1997/98)
- Бронзана медаља СМ-лиге: 3 пута (1982/83, 1988/89, 2000/01)